# Chely Wright
Richell Rene "Chely" Wright, född 25 oktober 1970, i Kansas City, Missouri (men uppvuxen i Wellsville, Kansas, USA), är en amerikansk countrymusiker, låtskriverska och HBT-aktivist. 
Hon skivdebuterade 1994 och utsågs till "Top New Female Vocalist" av Academy of Country Music 1995. Hon fick sin första hit, med låten "Shut Up and Drive" 1997 från sin tredje skiva, Let Me In. 1999 släpptes hennes fjärde album, Single White Female som gav upphov till flera hitlåtar och gav henne hennes första guldskiva. Hon turnerade därefter med Brad Paisley som hon under en tid hade ett förhållande med. Egentligen var hon lesbisk men vågade inte komma ut som sådan. 
I sin självbiografi Like Me, berättar hon om hur hon i barndomen från föräldrar och bekanta, och i kyrkopredikningar, fått inpräntat hur omoraliskt homosexualitet är och att hon brukade be till Gud att befria henne från hennes homosexualitet och beslutade att inte berätta för någon eller att söka romantiska förhållanden med kvinnor. Hon var också orolig att det skulle skada hennes karriär om hon kom ut som lesbisk. Hon kom sedan att ifrågasätta att homosexualitet var omoralisk och började i mitten av 2000-talet komma ut till familj och närmaste vänner. 2010 rapporterade People att hon kommit ut. Wright blev den första countrystjärna som kommit ut som homosexuell. Wright grundade 2010 "The Like Me Organization" för att stödja HBT-personer och deras familjer och vänner och motverka mobbning och självmord bland ungdomar. 
Wright gifte sig i augusti 2011 med Lauren Blitzer.

## Diskografi (urval)
Studioalbum
- 1994 – Woman in the Moon
- 1996 – Right in the Middle of It
- 1997 – Let Me In
- 1999 – Single White Female
- 2001 – Never Love You Enough
- 2005 – The Metropolitan Hotel
- 2010 – Lifted Off the Ground
- 2016 – I Am the Rain

Samlingsalbum
- 2003 – 20th Century Masters - The Millennium Collection
- 2007 – The Definitive Collection
- 2007 – The Ultimate Collection

EPs
- 2004 – Everything
- 2008 – Chely Wright Live
- 2011 – Damn Liar – The Dance Remix

Singlar (topp 50 på Billboard Hot Country Songs)
- 1994 – "Till I Was Loved by You" (#48)
- 1996 – "The Love That We Lost" (#41)
- 1997 – "Shut Up and Drive" (#14)
- 1997 – "Just Another Heartache" (#39)
- 1998 – "I Already Do" (#36)
- 1999 – "Single White Female" (#1)
- 1999 – "It Was" (#11)
- 2000 – "She Went Out for Cigarettes" (#49)
- 2001 – "Never Love You Enough" (#26)
- 2001 – "Jezebel" (#23)
- 2004 – "Back of the Bottom Drawer" (#40)
- 2005 – "The Bumper of My SUV" (#35)